# Marcos Santos Parente
Marcos Santos Parente (Bom Jesus, 1 de maio de 1922 — Teresina, 4 de setembro de 1958) foi um engenheiro, matemático e político brasileiro, outrora deputado federal pelo Piauí.

## Dados biográficos
Filho de Odilon Parente e Raimunda Santos Parente. Estudou na Universidade Federal do Rio de Janeiro onde graduou-se engenheiro na Escola Politécnica em 1948 e matemático pela Faculdade Nacional de Filosofia. O seu retorno ao Piauí resultou em seu ingresso na política, sendo eleito deputado federal pela UDN em 1954. Candidato a senador em 1958, morreu num acidente automobilístico às cercanias do povoado Morrinhos, na tragédia da Cruz do Cassaco, em 4 de setembro daquele ano, onde também faleceu Demerval Lobão, candidato a governador. Para substituí-los foram escolhidos Chagas Rodrigues e Joaquim Parente, eleitos sob grande comoção popular.
Suas ligações familiares ramificaram na política do Piauí: genro de Antônio Medeiros Filho, prefeito de União, e cunhado de Bona Medeiros, governador do Piauí após a renúncia de Hugo Napoleão em 1986. Seu irmão, Joaquim Parente, elegeu-se senador em 1958 e deputado federal em 1966. Cunhado do deputado federal Manoel de Sousa Santos, primo de Wilson Parente, deputado estadual por seis mandatos, e tio de Pedro Parente, presidente da Petrobras no Governo Michel Temer.
Os municípios de Marcos Parente e Demerval Lobão foram batizados em honra à memória dos falecidos.